# Northwest Staging Route

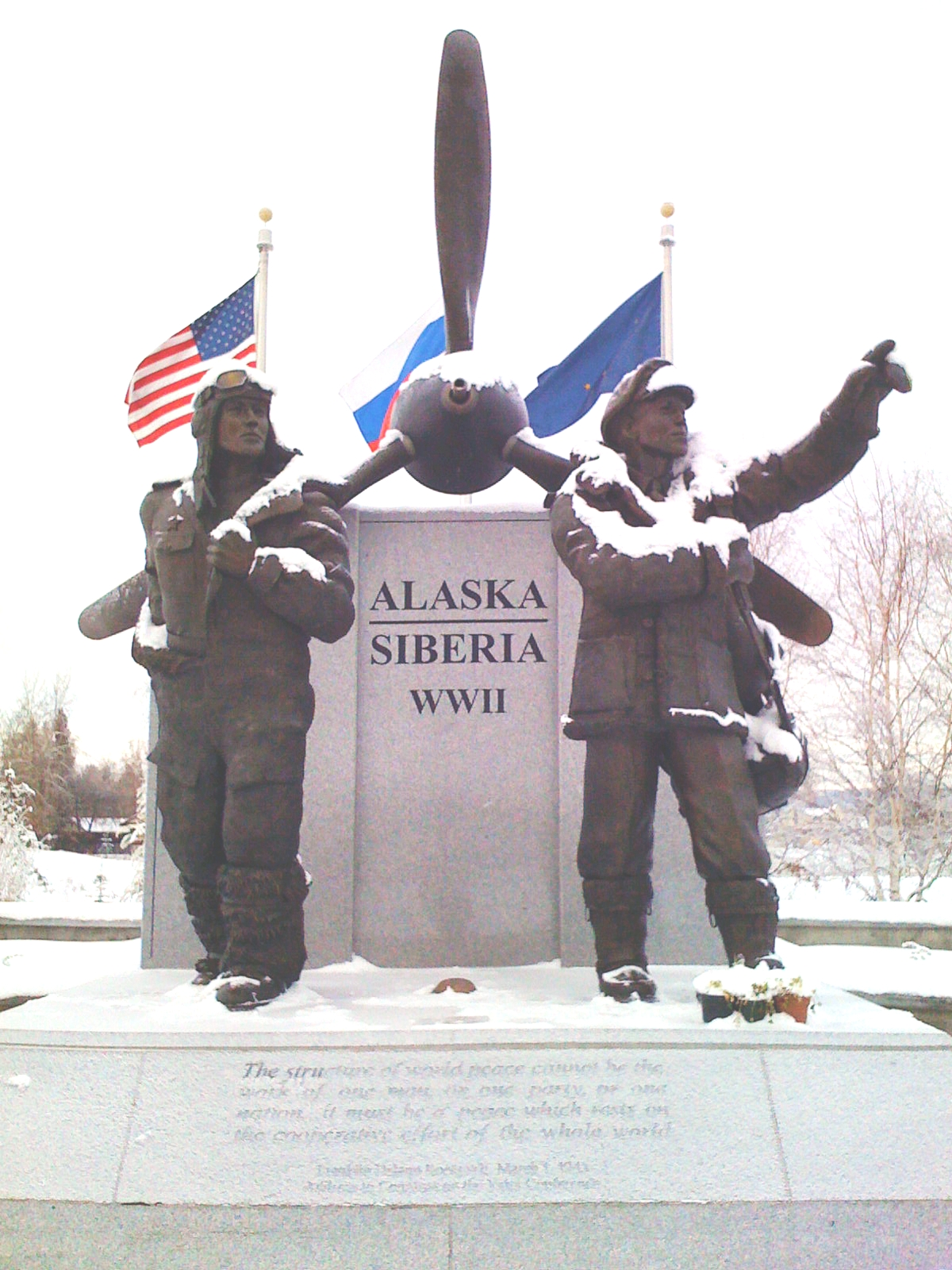
Đài tưởng niệm chương trình Lend-Lease Memorial tại Fairbanks, Alaska kỷ niệm việc Mỹ viện trợ máy bay cho Liên Xô theo Northwest Staging Route.

Northwest Staging Route hay Tuyến đường vận chuyển tiếp tế Tây Bắc, bao gồm một mạng lưới các đường băng, sân bay, trạm phát sóng được xây dựng tại Alberta, British Columbia, Yukon và Alaska trong World War II. Nó được kéo dài tới Liên Bang Xô Viết với cái tên ALSIB (tuyến vận tải đường không ALaska-SIBerian).

## Khởi nguyên
Tuyến đường vận tải được bắt đầu xây dựng từ năm 1942 do nhiều nguyên nhân. Ban đầu, nhóm huấn luyện số 517 Không quân vận tải Lục quân Hoa Kỳ (sau chuyển thành Bộ chỉ huy Không quân vận tải) đặt tại sân bay Gore Field (Great Falls Municipal Airport) được lệnh tổ chức một tuyến đường vận tải đường không để viện trợ cho Liên Xô theo tuyến đường bay qua Bắc Canada, Alaska và eo biển Bering để tới Siberia, từ đó tới Mặt trận phía Đông. Ủy ban quốc phòng liên chính phủ Mỹ-Canada đã quyết định xây dựng một chuỗi các sân bay bằng chi phí của Canada giữa thành phố Edmonton và biên giới Alaska-Yukon. Cuối năm 1941, chính phủ Canada đã hoàn thành các bãi đáp máy bay thô sơ.
Sau khi chiến tranh nổ ra, các tuyến liên lạc bằng đường biển giữa Mỹ và Alaska bị đe dọa nghiêm trọng và cần phải có các tuyến đường khác. Chuỗi các sân bay được thành lập qua vùng Đài nguyên và rừng rậm ở Tây Bắc Canada đã trở thành một nơi có thể đặt tuyến đường bay xuyên qua và gần như bất khả xâm phạm trước các cuộc tấn công. Nhờ tuyến đường này, Hoa Kỳ sẽ có lợi khi đây sẽ trở thành đường vận chuyển nhu yếu phẩm đến các tiền đồn tại Alaska. Đổi lại, quân đội Mỹ bắt đầu xây dựng Đường cao tốc Alaska.
Tuy nhiên việc hỗ trợ Lend-Lease Liên Xô không thể chờ đợi đường cao tốc Alaska được hoàn thành. Trong khi tuyến đường viện trợ qua vùng Caribbean đến Brazil, Nigeria, Egypt và Iran không thể thực hiện được, cũng như việc máy bay không thể bay qua Greenland và Iceland. Do đó cần phải có một tuyến đường vận tải bằng đường hàng không, và sân bay cần được xây dựng.
Phần lớn mọi người không biết tới về đường bay lớn từ Hoa Kỳ đến Alaska qua Canada. Các sân bay đã được xây dựng hoặc nâng cấp cứ mỗi 100 mi (160 km) kể từ Edmonton, Alberta đến Fairbanks, Alaska Đường cao tốc Alaska, về cơ bản, đã nối các sân bay với nhau. Edmonton trở thành nơi đặt đại bản doan của Không đoàn vận tải Alaska.
Máy bay từ Edmonton, Alberta sẽ được đưa đến sân bay Ladd Field, gần Fairbanks, Alaska tại đây các máy bay do Mỹ viện trợ sẽ được bàn giao cho phi công người Liên Xô. Marks Army Airfield, gần Nome, Alaska có vị trí gần Nga hơn 500 dặm nhưng đã bị loại do Mỹ lo ngại nó sẽ trở thành mục tiêu cho máy bay Nhật. Một tuyến đường bắt nguồn từ Căn cứ không quân Great Falls, Montana, nơi các máy bay viện trợ được chuyển từ nhà máy sản xuất tại Nam California.
Một tuyến đường khác được thành lập bắt đầu từ Minneapolis, Minnesota, tại đây, sân bay Wold-Chamberlain sẽ sử dụng như là một trạm trung chuyển giữa máy bay sản xuất tại Trung tây nước Mỹ và Đông Bắc nước Mỹ. Tuyến Minneapolis-Edmonton, được sử dụng làm tuyến đường vận chuyển cho đến năm 1943, các hoạt động từ tuyến này được chuyển sang Great Falls.

## Loại máy bay chiến đấu được viện trợ

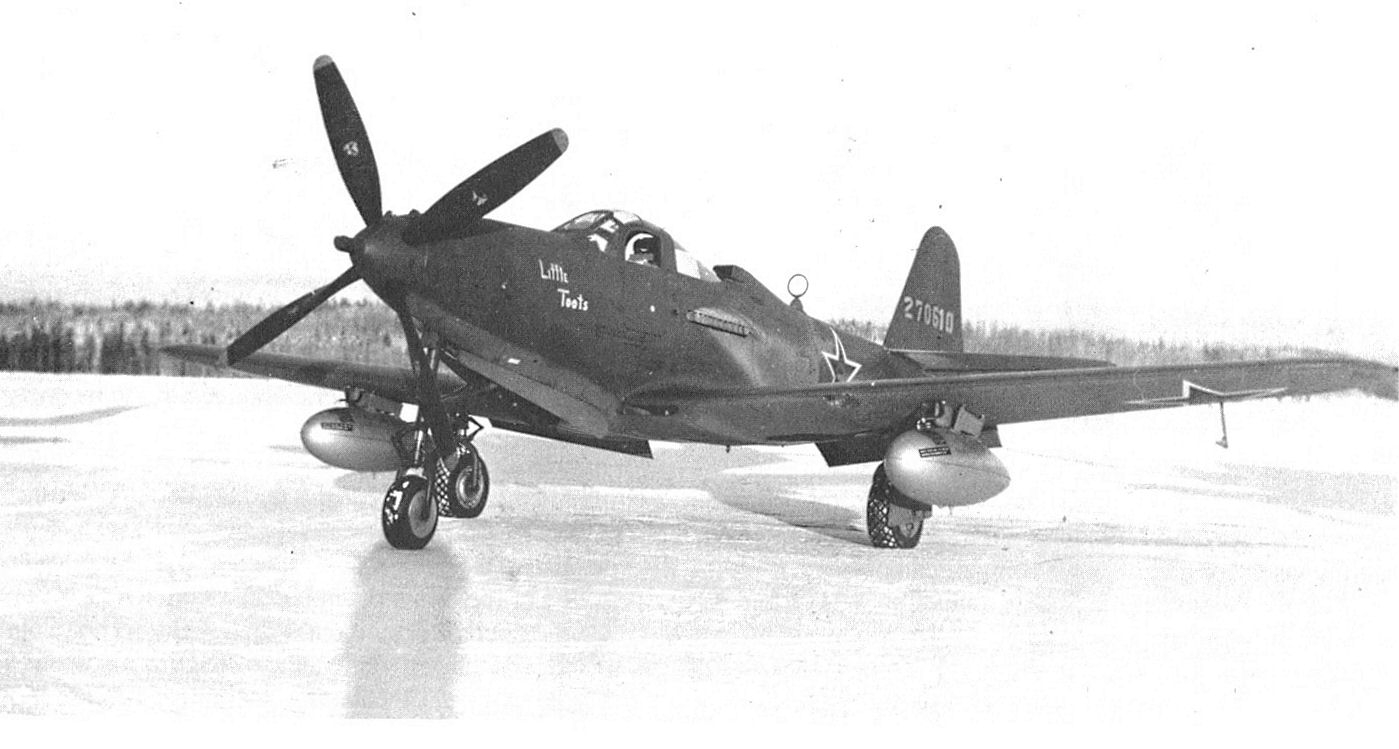
Bell P-63A-10-BE Kingcobra số hiệu 42-70610 mang phù hiện ngôi sao đỏ của Không quân Liên Xô năm 1944 tại sân bay Ladd, Fairbanks Alaska trước khi bay về Nga.

Có ba loại máy bay chiến đấu chính được Hoa Kỳ viện trợ cho Liên Xô theo chương trình Lend-Lease. Máy bay chiến đấu được viện trợ là loại Bell P-39 Airacobras, sau đó là phiên bản nâng cấp Bell P-63 Kingcobra, là những loại máy bay ưa thích của Không quân Liên Xô, với rất nhiều chiến công. Phần lớn máy bay P-39 được vận chuyển đến Liên Xô là phiên bản Q. Các máy bay ném bom được viện trợ bao gồm máy bay ném bom hạng nhẹ Douglas A-20 Havoc và hạng trung North American B-25 Mitchell. Các máy bay vận tải như Douglas C-47 Skytrain, cũng được viện trợ với số lượng lớn.
Máy bay chiến đấu do hãng Bell sản xuất và máy bay ném bom B-25 Mitchells được chuyển đến Ladd qua tuyến đường bay qua Minneapolis; máy bay C-47 và A-20 thì được chuyển giao qua tuyến Great Falls. Một số loại máy bay khác như máy bay huấn luyện North American AT-6 Texan , North American Curtiss P-40 Warhawk, ba chiếc Republic P-47 Thunderbolts và một chiếc Curtiss C-46 Commando cũng được chuyển giao cho Nga. Máy bay có kèm hướng dẫn vận hành và bảo trì bằng tiếng Nga, cũng như được sơn quốc huy của Không quân Liên Xô.
Người Nga thiết lập trung tâm chỉ huy tại sân bay Ladd Field và Nome, tại đây các phi công Liên Xô được huấn luyện để có thể vận hành máy bay và bay chúng về Krasnoyarsk tại Siberia và nhiều sân bay khác tại miền Tây nước Nga. Nhóm phi hành đoàn Liên Xô đầu tiên đến sân bay Nome ngày 14/8/1942. Từ đây họ tiếp tục bay đến sân bay Ladd Field. Cùng với phi công là cả thợ máy và nhân viên dân sự từ Ủy ban mua sắm quốc phòng. Phần lớn các thành viên phi hành đoàn tập trung tại sân bay Ladd, nhóm thứ hai tại sân bay Marks Field. Những máy bay đầu tiên được cung cấp cho Liên Xô là lô gồm mười hai chiếc A-20 Havocs, bay đến sân bay Ladd ngày 3 tháng 9 năm 1942. Những phi công Nga sau năm ngày huấn luyện trên máy bay đã cất cánh từ Nome và bắt đầu hành trình dài đến tiền tuyến Mặt trận phía Đông.
Ban đầu USAAF đảm nhiệm vai trò huấn luyện vận hành và sửa chữa máy bay viện trợ trong chương trình Lend-Lease. Sau đó, sau khi có kinh nghiệm vận hành và sửa chữa, người Nga đảm nhận công việc này. Nga cũng kiểm tra tỉ mỉ từng máy bay và loại bỏ những máy bay dù là có vấn đề nào nhỏ nhất. USAAF sau đó sẽ có vai trò sửa chữa những máy bay bị lỗi.

## Ngoài lề
Tuyến đường vận tải ALSIB và Northwest Staging Route đồng thời cũng là tuyến đường ngoại giao giữa Washington, D.C. và Moscow. Các nhà ngoại giao, chính khách cấp cao và nhiều quan chức chính phủ đã sử dụng tuyến đường bay này trong chiến tranh. Tổng thống Roosevelt đã định tổ chức cuộc gặp thượng đỉnh với Stalin tại Fairbanks vào năm 1944, nhưng địa điểm gặp gỡ đã được chuyển đến Yalta, Liên Xô. Đây cũng là tuyến đường mà Nga sử dụng để di chuyển các nhân viên tình váo và các thông tin tình báo được thu thập từ Hoa Kỳ.
Các phi công Liên Xô tham gia nhiệm vụ chuyển máy bay viện trợ về nước là những phi công giàu kinh nghiệm, với việc nhận nhiệm vụ vận chuyển máy bay được họ coi là quãng thời gian nghỉ ngơi sau quãng thời gian chiến đấu.

## Kết thúc
Sau khi chiến tranh tại Thái Bình Dương kết thúc, mối quan hệ giữa Hoa Kỳ và Liên Xô dần kết thúc, và hai nước chuẩn bị bước và chiến tranh Lạnh, người Nga rởi khỏi Fairbanks sau khi Nhật Bản tuyên bố đầu hàng vào tháng Chín năm 1945.
Trong số 7.983 máy bay bay về Nga chỉ có 133 chiếc bị mất do thời tiết và lỗi của phi công. Mười ba phi công Liên Xô hi sinh đã được chôn cất tại nghĩa trang Fort Richardson.

## Các sân bay
Các sân bay chính được in đậm
| Name                            | Location | Coordinates                                     | Notes |
| ------------------------------- | -------- | ----------------------------------------------- | --- |
| Gambell Army Air Field          | AK       | 63°46′4″B 171°43′59″T / 63,76778°B 171,73306°T  | Final refueling stop prior to aircraft being flown into Soviet airspace |
| Marks Field                     | AK       | 64°30′44″B 165°26′43″T / 64,51222°B 165,44528°T | Final servicing point for aircraft; 1469th AAFBU ATC Alaskan Division. |
| Galena Airport                  | AK       | 64°44′10″B 156°56′4″T / 64,73611°B 156,93444°T  | Refueling/servicing airfield; 1468th AAFBU ATC Alaskan Division. |
| Ladd Field                      | AK       | 64°50′15″B 147°36′51″T / 64,8375°B 147,61417°T  | Was main transfer point for Lend-Lease aircraft from United States ATC pilots to Soviet Red Air Force pilots; aircraft then flown to Siberia after transfer. |
| Mile 26 Field                   | AK       | 64°39′55″B 147°06′2″T / 64,66528°B 147,10056°T  | Axillary for Ladd AAB |
| Big Delta Army Air Field        | AK       | 63°59′42″B 145°43′12″T / 63,995°B 145,72°T      | Refueling/servicing airfield; 1464th AAFBU ATC Alaskan Division. |
| Tanacross Air Base              | AK       | 63°22′25″B 143°20′0″T / 63,37361°B 143,33333°T  | Refueling/servicing airfield; 1464th AAFBU ATC Alaskan Division. |
| Northway Army Air Field         | AK       | 62°57′40″B 141°55′50″T / 62,96111°B 141,93056°T | Refueling/servicing airfield; 1463d AAFBU ATC Alaskan Division. |
| Snag                            | YT       | 62°21′12″B 140°24′15″T / 62,35333°B 140,40417°T | Abandoned. Emergency landing strip, constructed 1941 by Canadian government |
| Burwash Landing                 | YT       | 61°22′13″B 139°02′22″T / 61,37028°B 139,03944°T | Emergency landing strip, constructed 1941 by Canadian government |
| Silver City                     | YT       | 61°01′49″B 138°24′17″T / 61,03028°B 138,40472°T | Emergency landing strip, constructed 1941 by Canadian government |
| Aishihik                        | YT       | 61°38′56″B 137°29′18″T / 61,64889°B 137,48833°T | Abandoned, Emergency airstrip, constructed 1941 by Canadian government |
| Pine Lake                       | YT       | 60°47′22″B 137°32′33″T / 60,78944°B 137,5425°T  | Auxiliary refueling/servicing airfield, constructed 1941 by Canadian government |
| Champagne                       | YT       | 60°47′17″B 136°28′33″T / 60,78806°B 136,47583°T | Emergency landing strip, constructed 1941 by Canadian government |
| Cousins                         | YT       | 60°48′43″B 135°10′57″T / 60,81194°B 135,1825°T  | Emergency landing strip |
| RCAF Station Whitehorse         | YT       | 60°42′45″B 135°04′9″T / 60,7125°B 135,06917°T   | Refueling/servicing airfield; 1462d AAFBU ATC Alaskan Division; also known as Whitehorse Army Air Base. Remained as joint RCAF/USAF base until about 1949; hosted Det.3, 1701st Air Transport Wing (MATS) |
| Squanga Lake                    | YT       | 60°29′10″B 133°27′25″T / 60,48611°B 133,45694°T | Emergency landing strip |
| Teslin Lake                     | YT       | 60°10′22″B 132°44′26″T / 60,17278°B 132,74056°T | Emergency landing strip |
| Pine Lake                       | YT       | 60°06′11″B 130°56′0″T / 60,10306°B 130,93333°T  | Emergency landing strip (a.k.a. Daughney Aerodrome) |
| Watson Lake/Liard River         | YT       | 60°06′31″B 128°50′51″T / 60,10861°B 128,8475°T  | Refueling/servicing airfield; 1461st AAFBU ATC Alaskan Division. |
| Smith River                     | BC       | 59°53′30″B 126°25′46″T / 59,89167°B 126,42944°T | Emergency landing strip |
| Fort Nelson                     | BC       | 58°50′17″B 122°35′48″T / 58,83806°B 122,59667°T | Was main refueling/servicing point on route; 1460th AAFBU ATC Alaskan Division. Remained as joint RCAF/USAF base until about 1949; hosted Det.2, 1701st Air Transport Wing (MATS) |
| Prophet River                   | BC       | 57°57′47″B 122°47′18″T / 57,96306°B 122,78833°T | Emergency landing strip |
| Beatton River                   | BC       | 57°22′48″B 121°24′41″T / 57,38°B 121,41139°T    | Emergency landing strip |
| Sikanni Chief                   | BC       | 57°05′21″B 122°36′18″T / 57,08917°B 122,605°T   | Emergency landing strip |
| Fort St. John                   | BC       | 56°14′14″B 120°44′24″T / 56,23722°B 120,74°T    | Refueling/servicing airfield; 1459th AAFBU ATC Alaskan Division. |
| RCAF Station Dawson Creek       | BC       | 55°44′31″B 120°11′6″T / 55,74194°B 120,185°T    | Auxiliary refueling/servicing airfield |
| Beaverlodge                     | AB       | 55°11′4″B 119°26′52″T / 55,18444°B 119,44778°T  | Emergency landing strip |
| Grande Prairie                  | AB       | 55°10′55″B 118°52′55″T / 55,18194°B 118,88194°T | Refueling/servicing airfield; 1457th AAFBU ATC Alaskan Division. |
| DeBolt                          | AB       | 55°14′6″B 118°02′19″T / 55,235°B 118,03861°T    | Emergency landing strip |
| Valleyview                      | AB       | 55°01′58″B 117°17′42″T / 55,03278°B 117,295°T   | Emergency landing strip |
| Fox Creek                       | AB       | 54°22′48″B 116°46′0″T / 54,38°B 116,76667°T     | Emergency landing strip |
| Whitecourt                      | AB       | 54°08′37″B 115°47′16″T / 54,14361°B 115,78778°T | Emergency landing strip |
| Mayerthorpe                     | AB       | 53°56′13″B 115°10′41″T / 53,93694°B 115,17806°T | Emergency landing strip |
| Birch Lake                      | AB       | 53°46′16″B 114°33′43″T / 53,77111°B 114,56194°T | Auxiliary airfield; now abandoned and obliterated |
| RCAF Station Namao              | AB       | 53°40′27″B 113°28′29″T / 53,67417°B 113,47472°T | Opened 1 November 1944. Additional Hub/refueling/servicing airfield in Edmonton. Remained as joint RCAF/USAF base until about 1949; hosted Det.1, 1701st Air Transport Wing (MATS) |
| RCAF Station Edmonton           | AB       | 53°34′26″B 113°31′30″T / 53,57389°B 113,525°T   | Activated 17 October 1942. Was HQ, Alaskan Wing, ATC; Hub/refueling/servicing airfield; 1450th/1451st/1452d AAFBU. |
| Great Falls-Edmonton            |          |                                                 | |
| Ponoka                          | AB       | 52°39′7″B 113°36′15″T / 52,65194°B 113,60417°T  | Emergency landing strip |
| Lacombe                         | AB       | 52°29′17″B 113°42′42″T / 52,48806°B 113,71167°T | Emergency landing strip |
| RCAF Station Penhold            | AB       | 52°10′42″B 113°53′21″T / 52,17833°B 113,88917°T | Auxiliary refueling/servicing airfield (now Red Deer Regional Airport) |
| Innisfail                       | AB       | 51°58′42″B 114°00′34″T / 51,97833°B 114,00944°T | Emergency landing strip |
| Olds                            | AB       | 51°42′39″B 114°06′20″T / 51,71083°B 114,10556°T | Auxiliary refueling/servicing airfield |
| Carstairs                       | AB       | 51°34′50″B 114°03′8″T / 51,58056°B 114,05222°T  | Emergency landing strip |
| Airdrie                         | AB       | 51°15′52″B 113°56′10″T / 51,26444°B 113,93611°T | Auxiliary refueling/servicing airfield |
| Calgary                         | AB       | 51°07′15″B 114°01′17″T / 51,12083°B 114,02139°T | Refueling/servicing airfield; 1457th AAFBU ATC Alaskan Division. |
| Okotoks                         | AB       | 50°44′6″B 113°56′4″T / 50,735°B 113,93444°T     | Emergency airstrip |
| High River                      | AB       | 50°32′2″B 113°50′36″T / 50,53389°B 113,84333°T  | Auxiliary refueling/servicing airfield |
| Nanton                          | AB       | 50°22′19″B 113°39′42″T / 50,37194°B 113,66167°T | 2 x 2.000 ft (610 m) runway auxiliary refueling/servicing airfield, now abandoned and obliterated as farmland |
| RCAF Station Claresholm         | AB       | 50°00′10″B 113°37′38″T / 50,00278°B 113,62722°T | Axillary refueling/servicing airfield (now Claresholm Industrial Airport) |
| RCAF Station Lethbridge         | AB       | 49°37′47″B 112°47′23″T / 49,62972°B 112,78972°T | Axillary refueling/servicing airfield (now Lethbridge County Airport) |
| Shelby                          | MT       | 48°32′27″B 111°52′12″T / 48,54083°B 111,87°T    | Auxiliary refueling/servicing airfield |
| Conrad                          | MT       | 48°10′6″B 111°58′33″T / 48,16833°B 111,97583°T  | Auxiliary refueling/servicing airfield |
| Gore Field                      | MT       | 47°29′2″B 111°22′21″T / 47,48389°B 111,3725°T   | 557th AAFBU, Ferrying Division, ATC; Group assembly and dispatch airfield for Lend-lease aircraft (now Great Falls International Airport) |
| Great Falls Army Air Base       | MT       | 47°30′28″B 111°11′3″T / 47,50778°B 111,18417°T  | HQ, Northwest Sector, Domestic Wing, ATC; Group assembly and servicing airfield for Lend-lease aircraft; passenger point of Embarkation (now Malmstrom Air Force Base) |
| Minneapolis-Edmonton            |          |                                                 | |
| Vegreville                      | AB       | 53°30′45″B 112°01′36″T / 53,5125°B 112,02667°T  | Emergency landing airfield |
| Vermillion                      | AB       | 53°21′23″B 110°49′40″T / 53,35639°B 110,82778°T | Emergency landing airfield |
| Lloydminster                    | SK       | 53°17′49″B 110°00′0″T / 53,29694°B 110°T        | Emergency landing airfield (closed about 1981 now abandoned, replaced by new airport on Alberta side of border) |
| RCAF Station North Battleford   | SK       | 52°46′9″B 108°14′40″T / 52,76917°B 108,24444°T  | Refueling/servicing airfield (now North Battleford Airport) |
| RCAF Station Saskatoon          | SK       | 52°10′15″B 106°41′59″T / 52,17083°B 106,69972°T | Refueling/servicing airfield (now Saskatoon John G. Diefenbaker International Airport) |
| Humboldt                        | SK       | 52°10′31″B 105°08′1″T / 52,17528°B 105,13361°T  | Emergency landing airfield |
| Yorkton                         | SK       | 51°15′54″B 102°27′42″T / 51,265°B 102,46167°T   | Refueling/servicing airfield |
| Russell                         | MB       | 50°45′55″B 101°17′39″T / 50,76528°B 101,29417°T | Emergency landing airfield |
| Shoal Lake                      | MB       | 50°27′25″B 100°36′34″T / 50,45694°B 100,60944°T | Emergency landing airfield |
| Minnedosa                       | MB       | 50°16′21″B 099°45′50″T / 50,2725°B 99,76389°T   | Emergency landing airfield |
| Neepawa                         | MB       | 50°13′56″B 099°30′38″T / 50,23222°B 99,51056°T  | Refueling/servicing airfield |
| RCAF Station Portage la Prairie | MB       | 49°54′11″B 098°16′26″T / 49,90306°B 98,27389°T  | Refueling/servicing airfield (now Portage la Prairie/Southport Airport) |
| RCAF Station Winnipeg           | MB       | 49°53′20″B 97°14′5″T / 49,88889°B 97,23472°T    | Refueling/servicing airfield (now CFB Winnipeg) |
| Grand Forks                     | ND       | 47°55′44″B 097°06′2″T / 47,92889°B 97,10056°T   | Refueling/servicing airfield (note: NOT the current Grand Forks International Airport hoặc Grand Forks AFB. This facility was closed after the war, and the land redeveloped) |
| Fargo                           | ND       | 46°55′14″B 096°48′57″T / 46,92056°B 96,81583°T  | Refueling/servicing airfield; 575th AAFBU |
| Alexandria                      | MN       | 45°51′56″B 095°23′40″T / 45,86556°B 95,39444°T  | Refueling/servicing airfield |
| St. Cloud                       | MN       | 45°32′48″B 094°03′37″T / 45,54667°B 94,06028°T  | Refueling/servicing airfield |
| Wold/Chamberlain Field          | MN       | 44°52′54″B 093°14′1″T / 44,88167°B 93,23361°T   | 1454th AAFBU, Alaskan Division, ATC (Station 11). Initially group assembly and dispatch airfield for Lend-lease aircraft; after 1943 controlled by Northwest Airlines under contract, coordinated passenger and cargo travelling on Northwest Staging Route. (now Minneapolis-Saint Paul International Airport) |